# 曲靖健康医学院
25°31′26″N 103°44′31″E / 25.52389°N 103.74194°E
曲靖健康医学院，原名曲靖医学高等专科学校，是一所位于中华人民共和国云南省曲靖市的全日制公辦高等医学类職業技術學院。

## 概述
其前身为曲靖卫生学校，校址在曲靖市经济技术开发区珠源路，占地300亩，是曲靖市唯一一所医学类省部级重点中专。1997年起与云南省内外的高等院校联合办学，设立了本、专科层次的成人临床医学、护理、应用药学、卫生事业管理等专业。2003年，该校经过省、市主管机关批准，成立了“云南省190职业技能鉴定所”、“曲靖市卫生人员继续教育中心”。曲靖医学高等专科学校的附属医院为曲靖市第二人民医院，为三级乙等医院。2006年2月24日，学校升格为高等院校，2007年1月，曲靖医学高等专科学校迁入新校区。
该校占地385.89亩，总建筑面积10余万平方米。学校建有现代化的医学实验室、计算机房，现有实验楼3幢。